# Bedaium

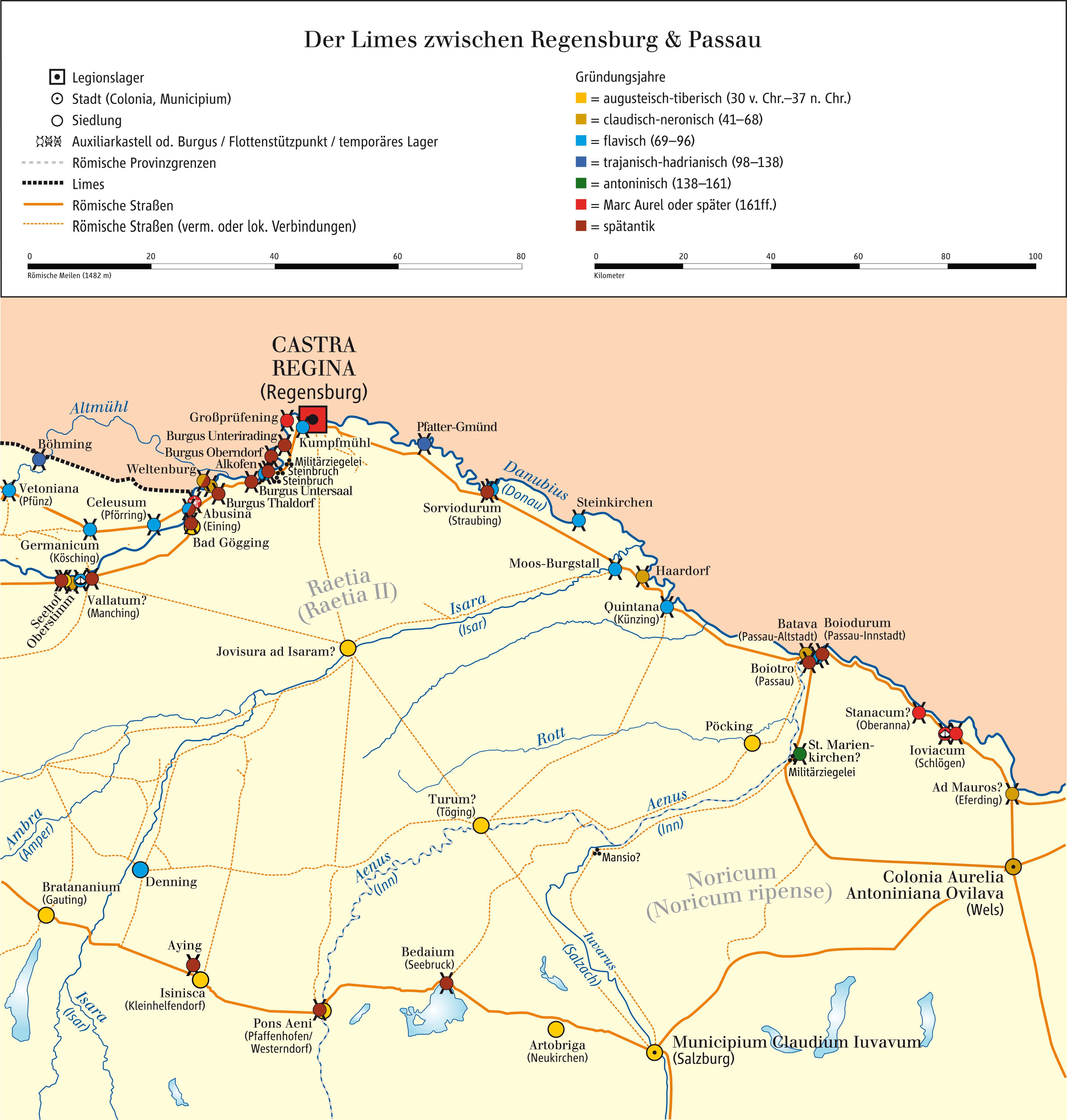
Lage von Bedaium im Hinterland des Donaulimes

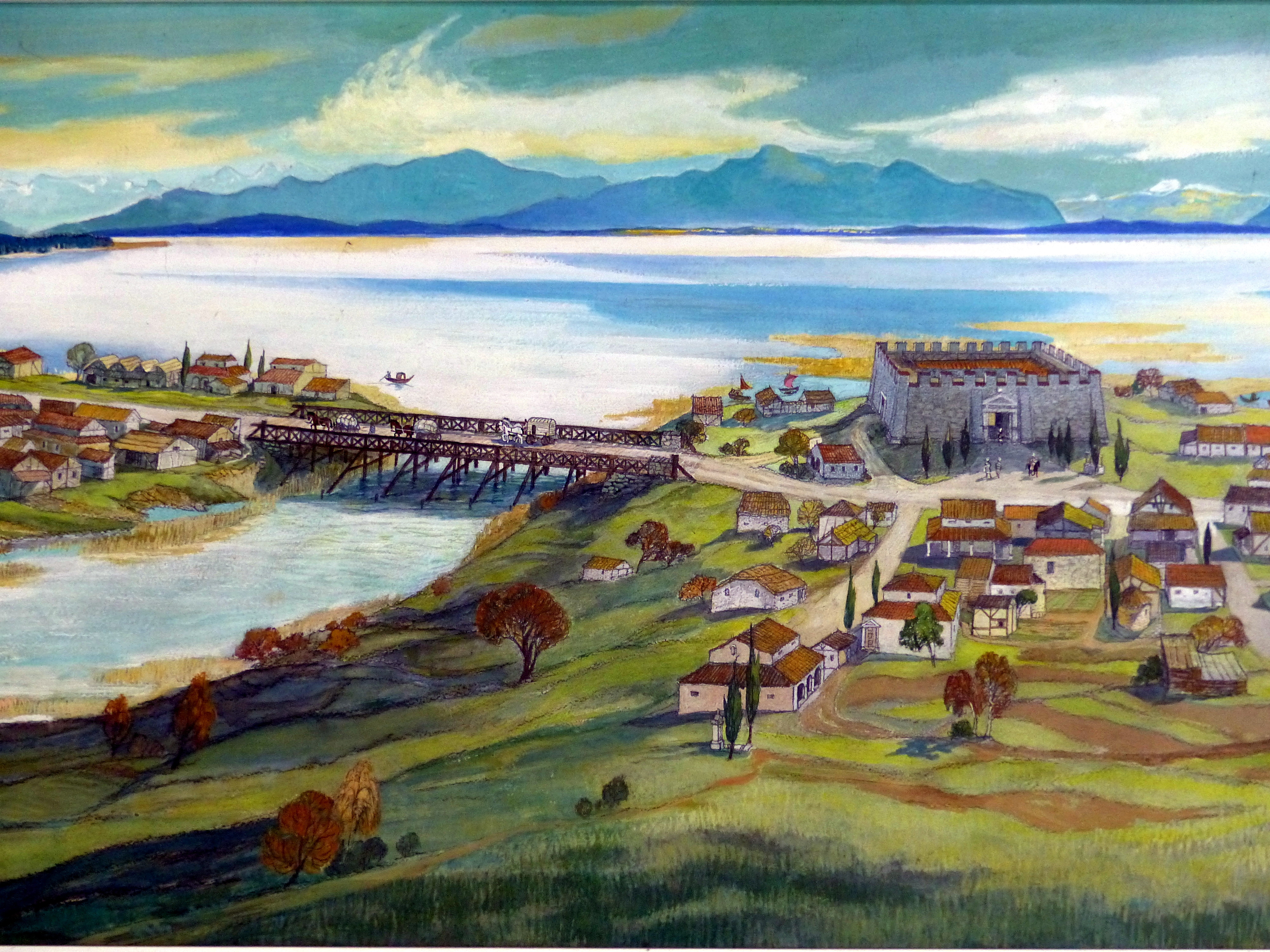
Rekonstruktion des römischen BEDAIVM-Seebruck

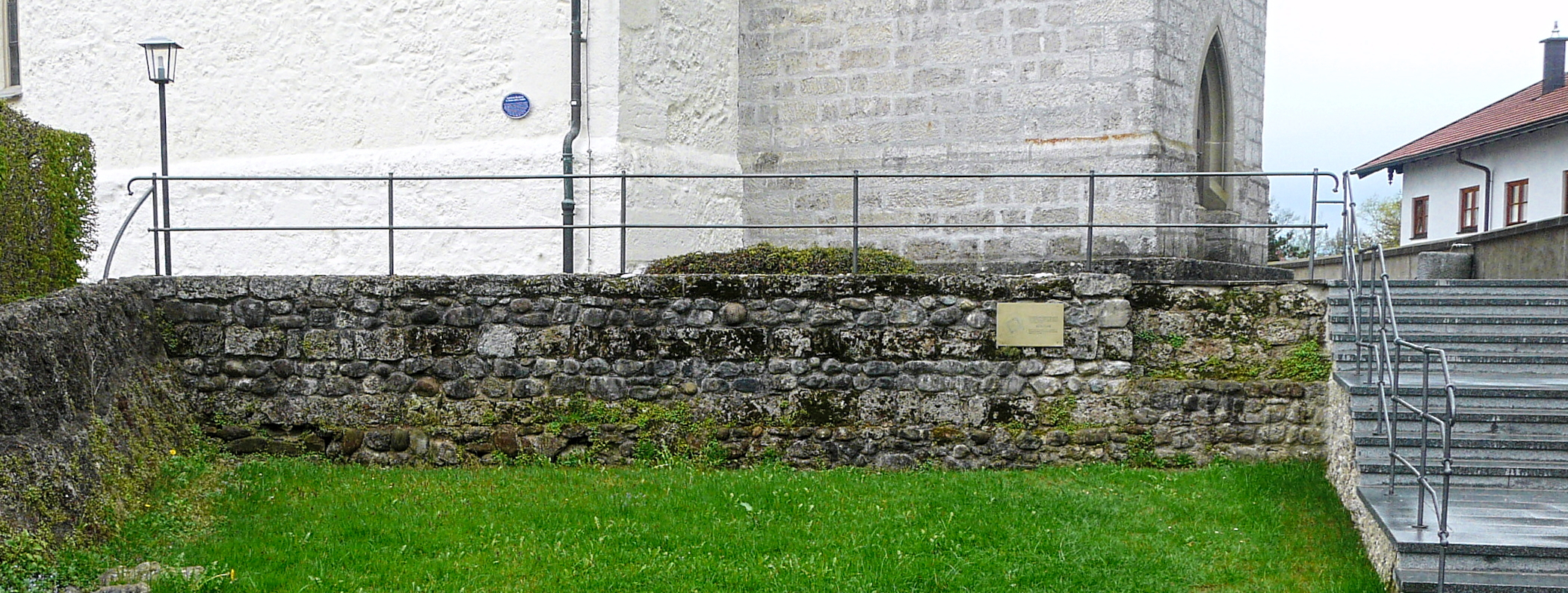
Rekonstruierte Mauer des spätrömischen Kastells

Bedaium (auch Bedaio und Bidaio) ist der antike Name von Seebruck im heutigen Bayern im Chiemgau. Die Siedlung entstand an der wichtigen Ost-West-Fernstraße zwischen Iuvavum (Salzburg) und Augusta Vindelicum (Augsburg) auf dem Gebiet der Provinz Noricum ripense. Die Brücke lag direkt am Austritt der Alz aus dem Chiemsee.

## Geschichte
Der Ort erscheint mit verschiedenen Namen in antiken Werken. Claudius Ptolemäus nennt ihn Bedakon oder Badakon. Im Itinerarium Antonini erscheint er als Bidaio und in der Tabula Peutingeriana als Bedaio. Auf Meilensteinen in der Umgebung des Ortes wird der Name Bedaium genannt, so dass die Identifizierung sicher erscheint.
Durch diverse Ausgrabungen kann man sich ein relativ gutes Bild von der antiken Siedlung machen. Der Vicus erstreckte sich zu seiner Blütezeit im 2./3. Jahrhundert als Straßendorf mit nur geringer Breitenausdehnung über eine Länge von mehr als einem Kilometer.
Dendrochronologische Daten eines Holzbaubefundes aus einer Grabung 1986/87 legen nahe, dass die Siedlung bereits um das Jahr 1 bestanden hat. Die erste Siedlung auf der linken Seite der Alz bestand wahrscheinlich hauptsächlich aus Holzbauten. Ein zweiter Siedlungskern auf der anderen Seite der Alz entstand gegen 100 n. Chr. Schon im ersten Jahrhundert sind die Holzbauten durch solche aus Stein ersetzt worden. Es wurde auch eine Badeanlage errichtet. Durch Inschriften kann vermutet werden, dass es am Ort auch eine Benefiziarierstation gab.
Eine besondere Rolle in dem Ort spielte der Kult des Gottes Bedaius, der bisher nur in der Umgebung des Ortes und im Ort selbst auf Weihesteinen belegt ist. Über sein Aussehen und seine Funktion ist nichts bekannt. Doch scheint der Ort Bedaium durch dieses Heiligtum eine überörtliche Bedeutung erlangt zu haben, was vor allem die zahlreichen Weihesteine zu Ehren dieser Gottheit belegen. Da die Mehrzahl dieser Weihesteine durch Duumvirn von Iuvavum dediziert wurden, scheint ein Zusammenhang zwischen dem Bedaius-Kult und der Munizipalorganisation bestanden zu haben. Der Tempel stand offenbar am heutigen Kirchberg, wo entsprechend große Fundamentquader beobachtet wurden.
Rund 400 Meter östlich des eigentlichen Ortes konnte in den Jahren 1972 bis 1974 eine Nekropole mit 250 Urnengräbern und 6 Körperbestattungen ausgegraben werden. Sie gilt als die bestausgegrabene und -dokumentierte der ganzen Region. Die Bestattungen datieren von flavischer Zeit bis zum Ende des dritten Jahrhunderts. Sie enthielten vorwiegend Keramik. Terra Sigillata ist gut bezeugt. Hier waren besonders Schalen zahlreich. Glasgefäße waren auch beliebte Beigaben. Fibeln kommen in diversen Gräbern vor. Andere Beigaben wie Waffen sind sporadisch bezeugt. In 20 Gräbern fanden sich Münzen.
Seit etwa 230 n. Chr. wurde die Gegend um Bedaium wiederholt von germanischen Einfällen heimgesucht. Es begann der Niedergang der Zivilsiedlung, die mit ca. 100 × 400 Meter (linke Alzseite) und ca. 100 × 100 Meter (rechte Alzseite) ansehnliche Ausmaße gehabt hat. Um 300 n. Chr. wurde schließlich ein Kleinkastell errichtet, das ein Quadrat von 26 Meter Seitenlänge bildete. Außerhalb des Kastells scheint noch bis etwa 350 n. Chr. eine kleine Zivilsiedlung bestanden zu haben. Danach zog sich die Bevölkerung anscheinend in das Kastell zurück. Nach 400 scheint der Ort ganz verlassen worden zu sein. Es gibt bisher keine Belege für eine Siedlungskontinuität in das Mittelalter.